# Purpurowe Serce

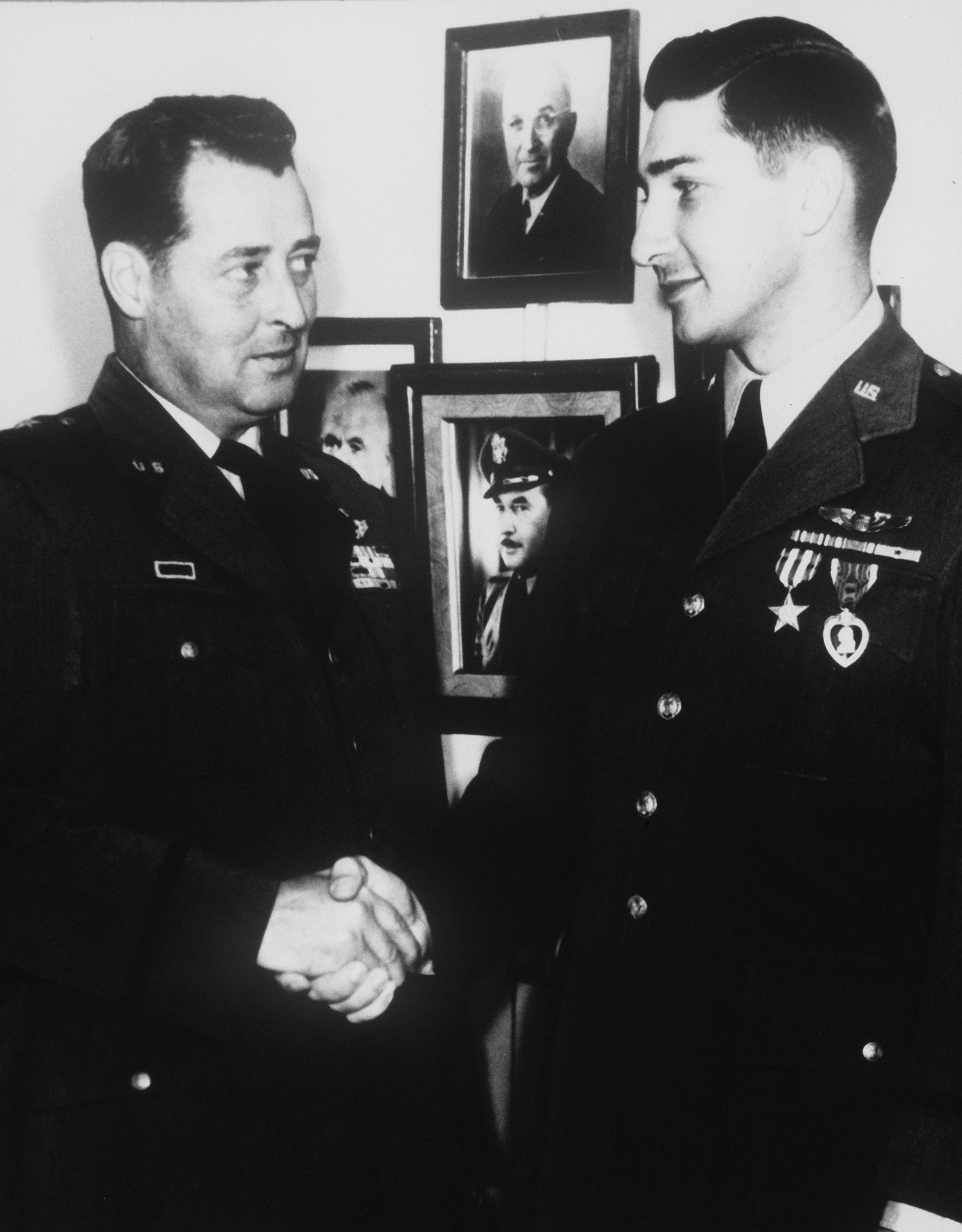
Pilot US Air Force dekorowany Purpurowym Sercem podczas wojny koreańskiej

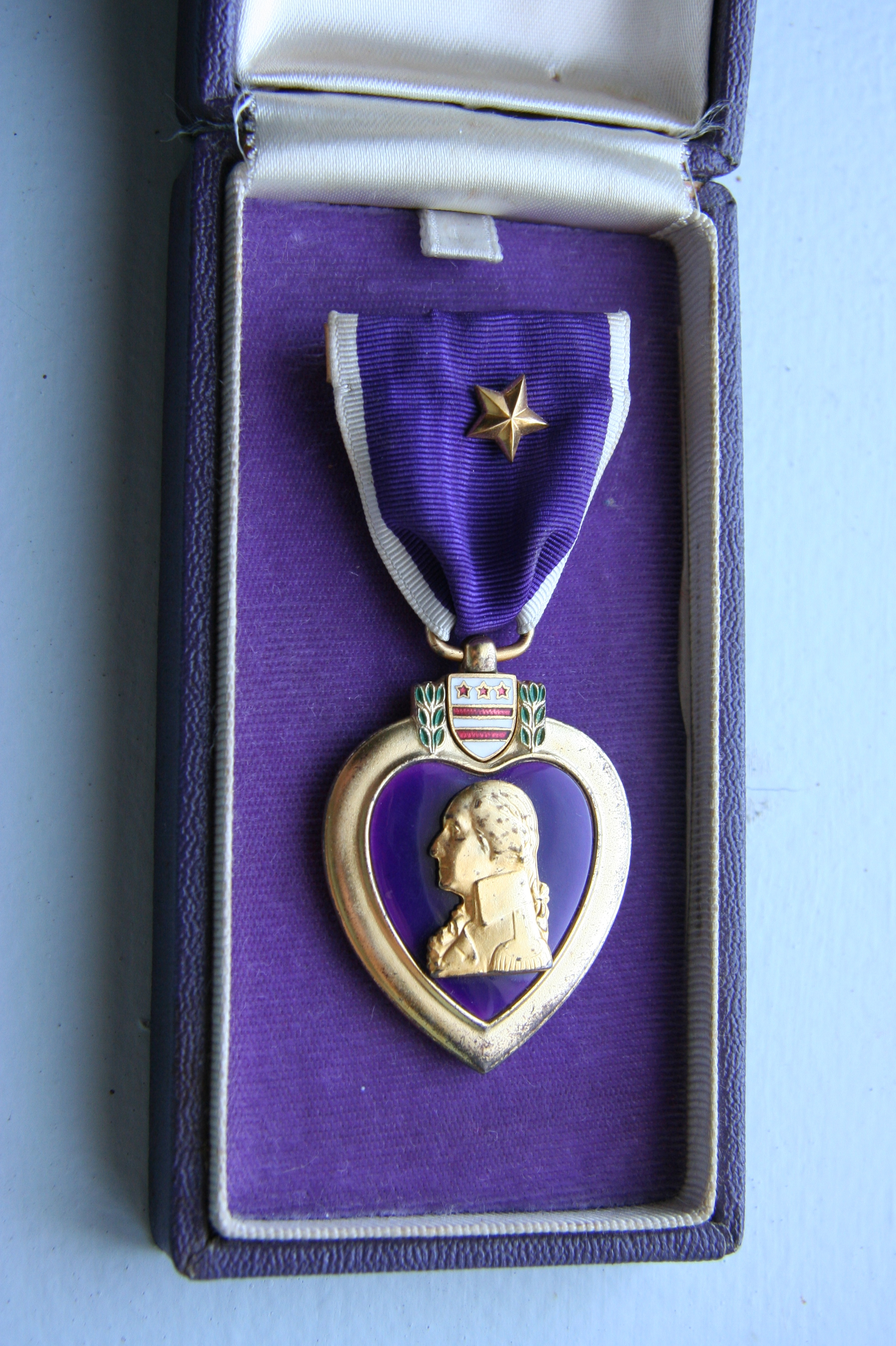
Purpurowe Serce z gwiazdą powtórnego nadania

Purpurowe Serce, Medal Serca Purpurowego (ang. Purple Heart) − amerykańskie odznaczenie wojskowe dla rannych.

## Historia
Zostało po raz pierwszy ustanowione przez Jerzego Waszyngtona w 1782 roku, autoryzowane 3 lutego 1932 roku, odnowione w 1985 roku przez Ronalda Reagana, obecnie funkcjonuje jako szesnaste w hierarchii amerykańskich odznaczeń wojskowych, za Brązową Gwiazdą, a przed Medalem Chwalebnej Służby.

## Kryteria
Jest przyznawane w imieniu prezydenta Stanów Zjednoczonych tym, którzy zostali ranni albo zabici w czasie służby wojskowej w Armii Stanów Zjednoczonych lub walcząc u jej boku po 5 kwietnia 1917 r. Może być nadane wielokrotnie – kolejne nadanie jest oznaczane poprzez nałożenie na wstążkę (oraz baretkę) brązowej odznaki w formie pęku liści dębowych w Siłach Lądowych i Powietrznych, lub złotej pięcioramiennej gwiazdki w Marynarce Wojennej, Piechocie Morskiej i Straży Wybrzeża. Pięć odznak brązowych lub gwiazdek złotych jest zastępowanych odznaką albo gwiazdką srebrną.
Jest to jedyne amerykańskie odznaczenie, do którego otrzymania nie potrzeba niczyjej rekomendacji, a które otrzymuje się automatycznie po tym, kiedy żołnierz amerykański zostanie ranny lub zabity, spełniając przy tym którykolwiek z następujących warunków (wymienionych szczegółowo w specjalnym dokumencie oznaczonym symbolem AR 600-8-22), tj. m.in.:
- w dowolnej akcji przeciw wrogom USA,
- w dowolnej akcji sił zbrojnych skierowanych przeciwko krajowi wspieranemu przez armię amerykańską,
- w wyniku ataku terrorystycznego skierowanego przeciw USA lub krajom sprzymierzonym z USA,
- w wyniku działań związanych z ustanawianiem przez USA lub ich sprzymierzeńców pokoju w innych krajach,
- w wyniku obrażeń odniesionych w niewoli.

Odznaczenie zostaje nadane także żołnierzom postrzelonym przez żołnierza własnej armii, jeżeli:
- stało się to podczas walki (np. przez niedokładne celowanie),
- zostanie się zranionym lub zabitym z rąk żołnierza, który strzelał do kolegi umyślnie.

Przypadki bratobójczego ostrzału nie są brane pod uwagę, jeżeli:
- stało się to przez przypadkowe naciśnięcie spustu,
- stało się to podczas czyszczenia broni,
- jeżeli postrzelony żołnierz sprowokował strzelca (np. przez wyzwiska, zakładanie munduru wroga),
- jeżeli strzelec działał w obronie własnej.

Nie brane pod uwagę są też osoby, które zraniły się same (zarówno umyślnie jak i przypadkowo), lub popełniły samobójstwo. Odznaczenie nadawane jest wyłącznie za rany fizyczne, nie obejmuje uszczerbków na zdrowiu psychicznym spowodowanych uczestnictwem w działaniach wojennych.
Niektóre z wymienionych w dokumencie warunków przyjęto za obowiązujące dopiero po ataku na Pearl Harbor 7 grudnia 1941 r., a niektóre dopiero po 28 marca 1973 r., co wiązało się ze wzrostem zaangażowania wojskowego w Wietnamie.